# 2016 en Libye
Chronologie de la Libye
- 2012
- 2013
- 2014
- 2015
- 2016
- 2017
- 2018
- 2019
- 2020

Cet article traite des événements qui se sont produits durant l'année 2016 en Libye ou qui concernent ce pays.

## Événements
- 4 au 6 janvier : offensive du Croissant pétrolier se déroule lors de la deuxième guerre civile libyenne.
- 7 janvier : attentat de Zliten lors de la deuxième guerre civile libyenne.
- 20 avril : fin de la bataille de Derna lors de la deuxième guerre civile libyenne.
- 12 mai au 6 décembre : bataille de Syrte ou opération al-Bounyan al-Marsous[1] lors de la deuxième guerre civile libyenne. Occupée depuis le 14 février 2015 par les djihadistes de l'État islamique, la ville de Syrte est reprise au terme de la bataille par les brigades de Misrata, ralliées au gouvernement d'union nationale (GNA) de Fayez el-Sarraj.
- 17 juillet : protestations libyennes suite à un accident d'hélicoptère ayant entraîné la mort de 3 hommes de la Direction générale de la Sécurité extérieure française[2].
- 1er août : raids américains sur les positions de l'État islamique à Syrte en Libye[3].
- 11 au 18 septembre : Offensive du Croissant pétrolier qui se déroule lors de la deuxième guerre civile libyenne, et oppose la Garde des installations pétrolières, alliée au Gouvernement d'union nationale, à l'auto-proclamée Armée nationale libyenne (ANL) du maréchal Khalifa Haftar. Cette offensive-éclair de l'ANL est une victoire majeure et inattendue de cette dernière.

## Sport
- La Libye participe aux Jeux olympiques d'été de 2016 à Rio de Janeiro au Brésil du 5 août au 21 août. Il s'agit de sa 11e participation à des Jeux d'été.
- La saison 2016 du Championnat de Libye de football est la quarante-cinquième édition du championnat de première division libyen, la première disputée après deux années d'interruption, due à la deuxième guerre civile libyenne. Vingt-et-un clubs prennent part au championnat organisé par la fédération. Les équipes sont réparties en deux poules où elles rencontrent leurs adversaires une seule fois au cours de la saison. Les trois premiers du groupe A et les deux premiers du groupe B jouent la poule pour le titre. Aucun club n'est relégué à l'issue de la saison.